# Gnat Petrovitch Ioura
Hnat Youra (en ukrainien : Гнат Петрович Юра), né le 8 janvier 1888 à Fedvar dans l'Empire russe et mort le 18 janvier 1966 à Kiev (Union soviétique), est un acteur et un réalisateur soviétique.

## Filmographie partielle

### Acteur
- 1936 : Prométhée : Sydorenko.
- 1939 : Chtchors (Щорс) d'Alexandre Dovjenko : l'ataman Yevhen Konovalets.
- 1951 : L'Inoubliable 1919 (Незабываемый 1919-й год) de Mikhaïl Tchiaoureli : Georges Clemenceau
- 1951 : Tarass Chevtchenko (Тарас Шевченко) de Igor Savtchenko : Mikhaïl Semionovitch Chtchepkine (ru)

### Réalisateur
- 1958 : Cent mille

## Récompenses et nominations

### Récompenses
- 1940 : Artiste du peuple de l'URSS